# اکین‌یازی (جیحان)
اکین‌یازی {{ترکی|Ekinyazı) (به کردی: Sidiqiye) یک منطقهٔ مسکونی در ترکیه است که در جیحان واقع شده‌است.